# Dyskografia Frankie Goes to Hollywood
Artykuł przedstawia pełną dyskografię brytyjskiego zespołu Frankie Goes to Hollywood.

## Albumy studyjne
| Rok  | Tytuł                       | Pozycje na listach sprzedaży | Pozycje na listach sprzedaży | Pozycje na listach sprzedaży | Pozycje na listach sprzedaży | Pozycje na listach sprzedaży | Pozycje na listach sprzedaży | Pozycje na listach sprzedaży | Pozycje na listach sprzedaży | Pozycje na listach sprzedaży | Pozycje na listach sprzedaży | Pozycje na listach sprzedaży | Certyfikaty                                               |
| Rok  | Tytuł                       | [ 1 ]                        | [ 2 ]                        | [ 3 ]                        | [ 4 ]                        | [ 5 ]                        | [ 6 ]                        | [ 7 ]                        | [ 8 ]                        | [ 9 ]                        | [ 10 ]                       | [ 11 ]                       | Certyfikaty                                               |
| ---- | --------------------------- | ---------------------------- | ---------------------------- | ---------------------------- | ---------------------------- | ---------------------------- | ---------------------------- | ---------------------------- | ---------------------------- | ---------------------------- | ---------------------------- | ---------------------------- | --------------------------------------------------------- |
| 1984 | Welcome to the Pleasuredome | 1                            | 33                           | 4                            | 5                            | 3                            | 2                            | 16                           | 7                            | 8                            | 7                            | 1                            | - UK: 3 × platyna - DE: platyna - AUT: złoto - USA: złoto |
| 1986 | Liverpool                   | 5                            | 116                          | 5                            | 7                            | 7                            | 5                            | 10                           | 13                           | 8                            | 72                           | 12                           | - UK: srebro - DE: złoto                                  |

## Kompilacje
| Rok  | Tytuł                                                   | Pozycje na listach sprzedaży | Pozycje na listach sprzedaży | Pozycje na listach sprzedaży | Pozycje na listach sprzedaży | Pozycje na listach sprzedaży | Pozycje na listach sprzedaży | Pozycje na listach sprzedaży | Pozycje na listach sprzedaży | Pozycje na listach sprzedaży | Pozycje na listach sprzedaży | Pozycje na listach sprzedaży | Certyfikaty             |
| Rok  | Tytuł                                                   | [ 1 ]                        | Stany Zjednoczone            | [ 16 ]                       | [ 4 ]                        | [ 5 ]                        | [ 6 ]                        | Włochy                       | [ 8 ]                        | [ 9 ]                        | [ 10 ]                       | [ 11 ]                       | Certyfikaty             |
| ---- | ------------------------------------------------------- | ---------------------------- | ---------------------------- | ---------------------------- | ---------------------------- | ---------------------------- | ---------------------------- | ---------------------------- | ---------------------------- | ---------------------------- | ---------------------------- | ---------------------------- | ----------------------- |
| 1985 | Bang!                                                   | —                            | —                            | —                            | —                            | —                            | —                            | —                            | —                            | —                            | —                            | —                            |                         |
| 1993 | Bang!... The Greatest Hits of Frankie Goes to Hollywood | 4                            | —                            | 8                            | 11                           | 15                           | 20                           | —                            | 21                           | —                            | 5                            | 38                           | - UK: złoto - DE: złoto |
| 1994 | Reload! Frankie: The Whole 12 Inches                    | —                            | —                            | —                            | —                            | —                            | —                            | —                            | —                            | —                            | —                            | —                            |                         |
| 2000 | Maximum Joy                                             | 54                           | —                            | —                            | —                            | —                            | —                            | —                            | —                            | —                            | —                            | —                            |                         |
| 2000 | The Club Mixes 2000                                     | —                            | —                            | —                            | —                            | —                            | —                            | —                            | —                            | —                            | —                            | —                            |                         |
| 2001 | Twelve Inches                                           | —                            | —                            | —                            | —                            | —                            | —                            | —                            | —                            | —                            | —                            | —                            |                         |
| 2002 | Rage Hard: The Sonic Collection                         | —                            | —                            | —                            | —                            | —                            | —                            | —                            | —                            | —                            | —                            | —                            |                         |
| 2009 | Frankie Say Greatest                                    | 27                           | —                            | —                            | —                            | —                            | —                            | —                            | —                            | —                            | —                            | —                            |                         |

## Single
| Rok      | Tytuł                         | Pozycje na listach przebojów | Pozycje na listach przebojów | Pozycje na listach przebojów | Pozycje na listach przebojów | Pozycje na listach przebojów | Pozycje na listach przebojów | Pozycje na listach przebojów | Pozycje na listach przebojów | Pozycje na listach przebojów | Pozycje na listach przebojów | Pozycje na listach przebojów | Pozycje na listach przebojów | Album                                                   |
| Rok      | Tytuł                         | GBR                          | USA                          | DEU                          | CHE                          | AUT                          | NLD                          | FRA                          | ITA                          | SWE                          | NOR                          | AUS                          | NZL                          | Album                                                   |
| -------- | ----------------------------- | ---------------------------- | ---------------------------- | ---------------------------- | ---------------------------- | ---------------------------- | ---------------------------- | ---------------------------- | ---------------------------- | ---------------------------- | ---------------------------- | ---------------------------- | ---------------------------- | ------------------------------------------------------- |
| 1983     | "Relax"                       | 1                            | 10                           | 1                            | 1                            | 4                            | 5                            | —                            | 1                            | 4                            | 2                            | —                            | 10                           | Welcome to the Pleasuredome                             |
| 1984     | "Two Tribes"                  | 1                            | 43                           | 1                            | 4                            | 16                           | 1                            | 48                           | 15                           | 9                            | 4                            | —                            | 1                            | Welcome to the Pleasuredome                             |
| 1984     | "The Power of Love"           | 1                            | —                            | 4                            | 2                            | 8                            | 10                           | 20                           | 4                            | 14                           | —                            | —                            | 2                            | Welcome to the Pleasuredome                             |
| 1985     | "Welcome to the Pleasuredome" | 2                            | 48                           | 9                            | 20                           | 20                           | 14                           | —                            | —                            | —                            | —                            | —                            | 9                            | Welcome to the Pleasuredome                             |
| 1986     | "Rage Hard"                   | 4                            | —                            | 1                            | 5                            | 12                           | 6                            | 32                           | 5                            | 19                           | 8                            | —                            | 12                           | Liverpool                                               |
| 1986     | "Warriors of the Wasteland"   | 19                           | —                            | 7                            | 13                           | —                            | 26                           | —                            | —                            | —                            | —                            | —                            | 30                           | Liverpool                                               |
| 1987     | "Watching the Wildlife"       | 28                           | —                            | 23                           | —                            | —                            | 47                           | —                            | —                            | —                            | —                            | —                            | —                            | Liverpool                                               |
| Reedycje |                               |                              |                              |                              |                              |                              |                              |                              |                              |                              |                              |                              |                              |                                                         |
| 1993     | "Relax"                       | 5                            | —                            | 13                           | 6                            | 10                           | 12                           | 21                           | —                            | —                            | —                            | 22                           | —                            | Bang!... The Greatest Hits of Frankie Goes to Hollywood |
| 1993     | "Welcome to the Pleasuredome" | 18                           | —                            | —                            | —                            | —                            | —                            | —                            | —                            | —                            | —                            | —                            | —                            | Bang!... The Greatest Hits of Frankie Goes to Hollywood |
| 1993     | "The Power of Love"           | 10                           | —                            | 77                           | —                            | —                            | —                            | —                            | —                            | —                            | —                            | —                            | —                            | Bang!... The Greatest Hits of Frankie Goes to Hollywood |
| 1994     | "Two Tribes"                  | 16                           | —                            | —                            | —                            | —                            | —                            | —                            | —                            | —                            | —                            | —                            | —                            | Bang!... The Greatest Hits of Frankie Goes to Hollywood |
| 2000     | "The Power of Love"           | 6                            | —                            | —                            | —                            | —                            | —                            | —                            | —                            | —                            | —                            | —                            | —                            | Maximum Joy                                             |
| 2000     | "Two Tribes"                  | 17                           | —                            | —                            | —                            | —                            | —                            | —                            | —                            | —                            | —                            | —                            | —                            | Maximum Joy                                             |
| 2000     | "Welcome to the Pleasuredome" | 45                           | —                            | —                            | —                            | —                            | —                            | —                            | —                            | —                            | —                            | —                            | —                            | Maximum Joy                                             |
| 2001     | "Relax Remixes"               | —                            | —                            | —                            | —                            | —                            | —                            | —                            | —                            | —                            | —                            | —                            | —                            | Twelve Inches                                           |
| 2009     | "Relax"                       | —                            | —                            | —                            | —                            | —                            | —                            | —                            | —                            | —                            | —                            | —                            | —                            | Frankie Say Greatest                                    |

## Strony B
| Rok  | Strona B                                       | Strona A                      |
| ---- | ---------------------------------------------- | ----------------------------- |
| 1983 | "One September Monday"                         | "Relax"                       |
| 1983 | "Ferry 'Cross the Mersey"                      | "Relax"                       |
| 1984 | "One February Friday"                          | "Two Tribes"                  |
| 1984 | "War"                                          | "Two Tribes"                  |
| 1984 | "The World Is My Oyster"                       | "The Power of Love"           |
| 1984 | "Holier Than Thou"                             | "The Power of Love"           |
| 1984 | "The Only Star in Heaven"                      | "The Power of Love"           |
| 1985 | "Get It On"                                    | "Welcome to the Pleasuredome" |
| 1985 | "Happy Hi!"                                    | "Welcome to the Pleasuredome" |
| 1985 | "Born to Run"                                  | "Welcome to the Pleasuredome" |
| 1986 | "(Don't Lose What's Left) Of Your Little Mind" | "Rage Hard"                   |
| 1986 | "SufferRAGEette City"                          | "Rage Hard"                   |
| 1986 | "Roadhouse Blues"                              | "Rage Hard"                   |
| 1987 | "The Waves"                                    | "Watching the Wildlife"       |

## DVD
| Rok  | Tytuł                                                 | Nośnik         |
| ---- | ----------------------------------------------------- | -------------- |
| 1987 | From a Wasteland to an Artificial Paradise            | Laserdisc      |
| 1993 | Shoot! The Greatest Hits of Frankie Goes to Hollywood | Laserdisc, VHS |
| 2000 | Hard On                                               | DVD            |

## Teledyski
| Rok  | Tytuł                         | Reżyser                    | Informacje                                                    |
| ---- | ----------------------------- | -------------------------- | ------------------------------------------------------------- |
| 1983 | "Relax"                       | Bernard Rose               | Oryginalna wersja, zakazana w MTV.                            |
| 1984 | "Relax"                       | Godley & Creme             |                                                               |
| 1984 | "Relax"                       | Brian De Palma             | Wersja z filmu Świadek mimo woli.                             |
| 1984 | "Two Tribes"                  | Godley & Creme             | Istnieją trzy wersje teledysku, różniące się tylko długością. |
| 1984 | "The Power of Love"           | Godley & Creme             |                                                               |
| 1985 | "Welcome to the Pleasuredome" | Bernard Rose               |                                                               |
| 1986 | "Rage Hard"                   | Paul Morley, David Bailey  | Okrzyknięty najgorszym wideoklipem roku 1986.                 |
| 1986 | "Warriors of the Wasteland"   | Nick Burgess-Jones         |                                                               |
| 1987 | "Watching the Wildlife"       | Mike Perterly, Josh Thorne |                                                               |
| 2009 | "Relax"                       | n/a                        |                                                               |